# Senhora do Mar (Negras Águas)
"Senhora do mar " é uma canção da cantora portuguesa Vânia Fernandes.
A canção foi escolhida para representar Portugal no Eurovision Song Contest 2008 em Belgrado, Sérvia após vencer a edição de 2008 do Festival da Canção com um total de 17.650 votos (35%), mais do que o dobro de votos recebidos do segundo classificado.
A canção foi composta por Carlos Coelho e por Andrej Babić, que também escreveu a entrada da Croácia em 2003, " Više nisam tvoja " de Claudia Beni ; Bósnia e Herzegovina em 2005, " Call Me " de Feminnem e Eslovênia em 2007, " Cvet z juga " de Alenka Gotar . 

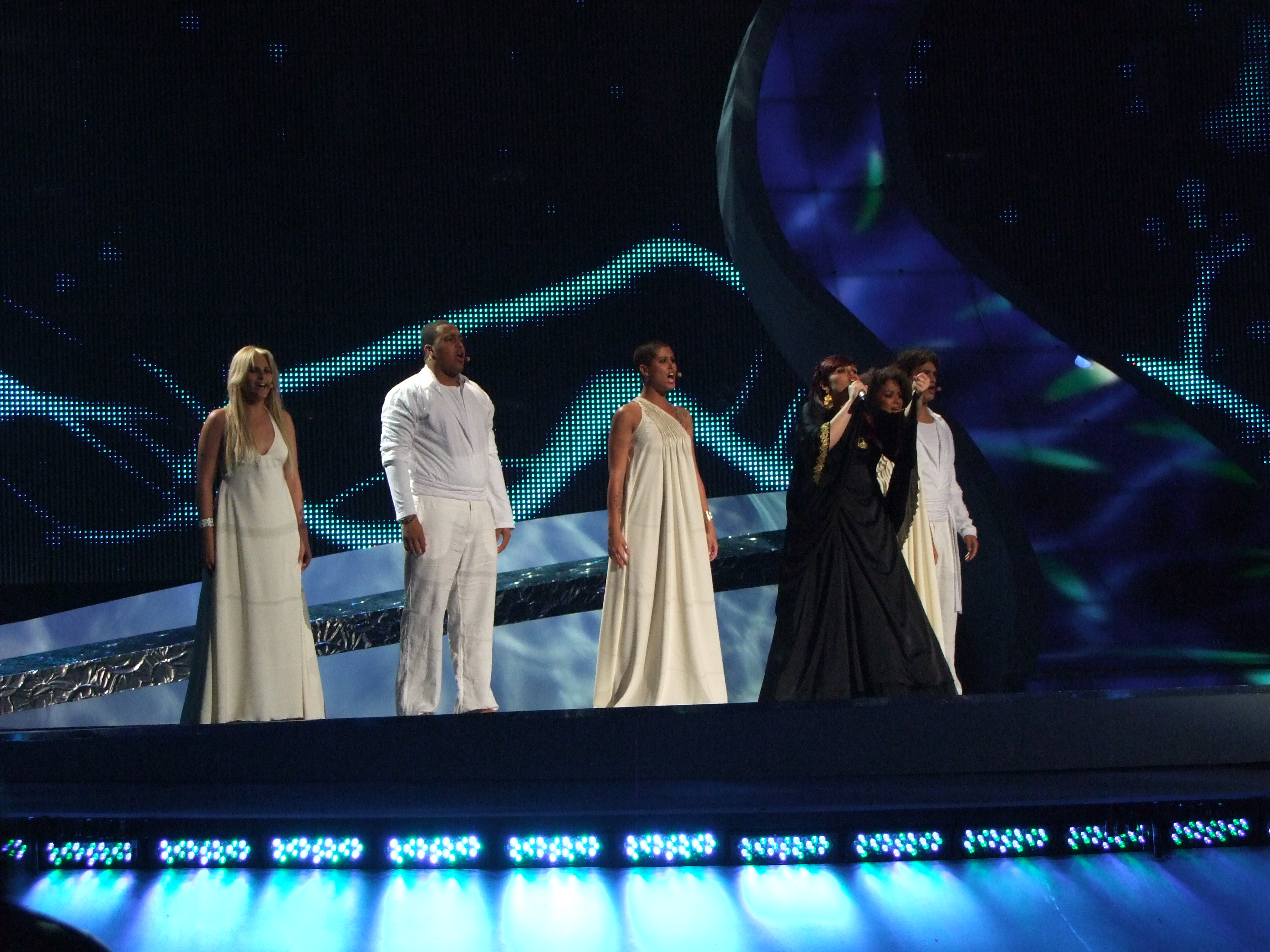
Vânia Fernandes actuando "Senhora do mar (Negras águas)" para Portugal.

Uma versão em inglês, chamada "Lady of the Sea", o instrumental e uma remistura oficial do DJ Rui da Silva, foram criados para promoção da canção. Uma nova versão nas línguas portuguesa e sérvia, com Beauty Queens, os cantores de apoio de Marija Šerifović no Eurovision Song Contest 2007, também foi feita antes do concurso. Vânia Fernandes e o Beauty Queens também gravaram novas versões de " Molitva " e "Zavet", a canção que o grupo sérvio entrou em Beovizija 2008 e ficou em terceiro lugar na competição. 
O videoclipe da canção foi usado para promover a ilha da Madeira de onde Vânia é originária. 
A canção classificou-se para a final com um 2º lugar (120 pontos) atrás apenas da Ucrânia. Na final foi a 13ª música a ser executada e terminou em 13º, com 69 pontos. Vânia Fernandes recebeu o prémio Marcel Bezençon - Prémio Imprensa. Tornou-se a canção portuguesa mais bem sucedida na Eurovisão desde 1998.

## Gráficos
| Musica                                   | Posição |
| Canções Digitais de Portugal ( Outdoor ) | 7       |